# Regionen Belgiens (NUTS)
Mit NUTS:BE wird die territoriale Gliederung Belgiens gemäß der europäischen „Systematik der Gebietseinheiten für die Statistik“ (NUTS – frz. Nomenclature des unités territoriales statistiques) bezeichnet. Die erste Ebene dieser Systematik wird mit "Regionen" (deutsch), "gewesten" (flämisch) bzw. "regións" (französisch) bezeichnet.

Die drei Regionen Belgiens

Die Gebiete der NUTS-1-Ebene sind die drei Regionen Belgiens:
- Flämische Region (Vlaams Gewest),
- Wallonische Region (Région Wallonne) und
- Region Brüssel-Hauptstadt (Région de Bruxelles-Capitale / Brussels Hoofdstedelijk Gewest).

Die belgischen Gemeinschaften werden in der NUTS-Nomenklatur auf dieser Ebene nicht berücksichtigt.